# Drzewce (żeglarstwo)
Drzewce – element omasztowania w żeglarstwie. Służą do utrzymywania oraz manewrowania ożaglowaniem jednostki pływającej. Zalicza się do nich m.in.: maszt, bom, gafel, reja, salingi, bukszpryt, wystrzał. Wykonywane są ze stopów aluminium, stali, wbrew nazwie coraz rzadziej z drewna. Można wyróżnić dwie kategorie drzewc: stałe oraz ruchome.

## Drzewce stałe
Są to wszystkie te drzewca, które mocowane są do jednostki przez olinowanie stałe. Można do nich zaliczyć: maszt, saling, bukszpryt oraz wystrzał. Podczas wykonywania manewrów nie są przemieszczane przez załogę.

## Drzewce ruchome
Elementy podlegające obsłudze podczas wykonywania manewrów, mocowane ruchomo i przemieszczane poprzez olinowanie ruchome. Są to m.in.: bom, gafel, reja. Do tej kategorii zalicza się również opuszczaną stengę.